# Kinnah Phiri
Kinnah Phiri (* 30. Oktober 1954 in Blantyre) ist ein ehemaliger malawischer Fußballspieler und heutiger -trainer. Von 2008 bis 2013 trainierte er die malawische Nationalmannschaft.

## Karriere

### Im Verein
Geboren in Blantyre, begann Kinnah 1973 Fußball für die lokale Mannschaft Big Bullets FC zu spielen. 1982 wurde ihm ein Vertrag vom Sharjah FC aus den Vereinigten Arabischen Emiraten angeboten. Ihn zog es allerdings nach Swasiland, wo er noch zwei Jahre für den Manzini Wanderers FC spielte, ehe er seine Spielkarriere beendete.

### In der Nationalmannschaft
Phiri war in den 1970er und den frühen 1980er Jahren Nationalspieler seines Landes. In den späten 1970er Jahren gewann er mit der malawischen Fußballnationalmannschaft zweimal den CECAFA-Cup. Er erzielte 71 Tore in 115 Spielen.

### Als Trainer
Erst 20 Jahren nach Beendigung seiner aktiven Laufbahn wurde Phiri als Trainer tätig. Von 2004 bis 2005 trainierte den Verein, bei dem einst als Spieler aktiv war, den Big Bullets FC.
Auch die malawische U-23-Nationalmannschaft wurde von ihm trainiert. Nachdem Phiri schon als Co-Trainer für die A-Nationalmannschaft tätig gewesen war, bekam er im Jahr 2009 den Posten des Cheftrainers. Diesen Posten hielt er bis zum Jahr 2013 inne. Beim südafrikanischen Verein Free State Stars war er insgesamt dreimal angestellt, zuletzt trainierte er die Mochudi Centre Chiefs sowie den Jwaneng Galaxy FC.